# Aloha Airlines
Aloha Airlines – amerykańska linia lotnicza, która działała od 26 lipca 1946 roku do 31 marca 2008 roku. Siedziba przedsiębiorstwa znajdowała się w Honolulu, na Hawajach. Głównym węzłem linii był port lotniczy Honolulu.

## Flota
- Boeing 737–200: 13
- Boeing 737–700: 8
- Boeing 737–800: 1

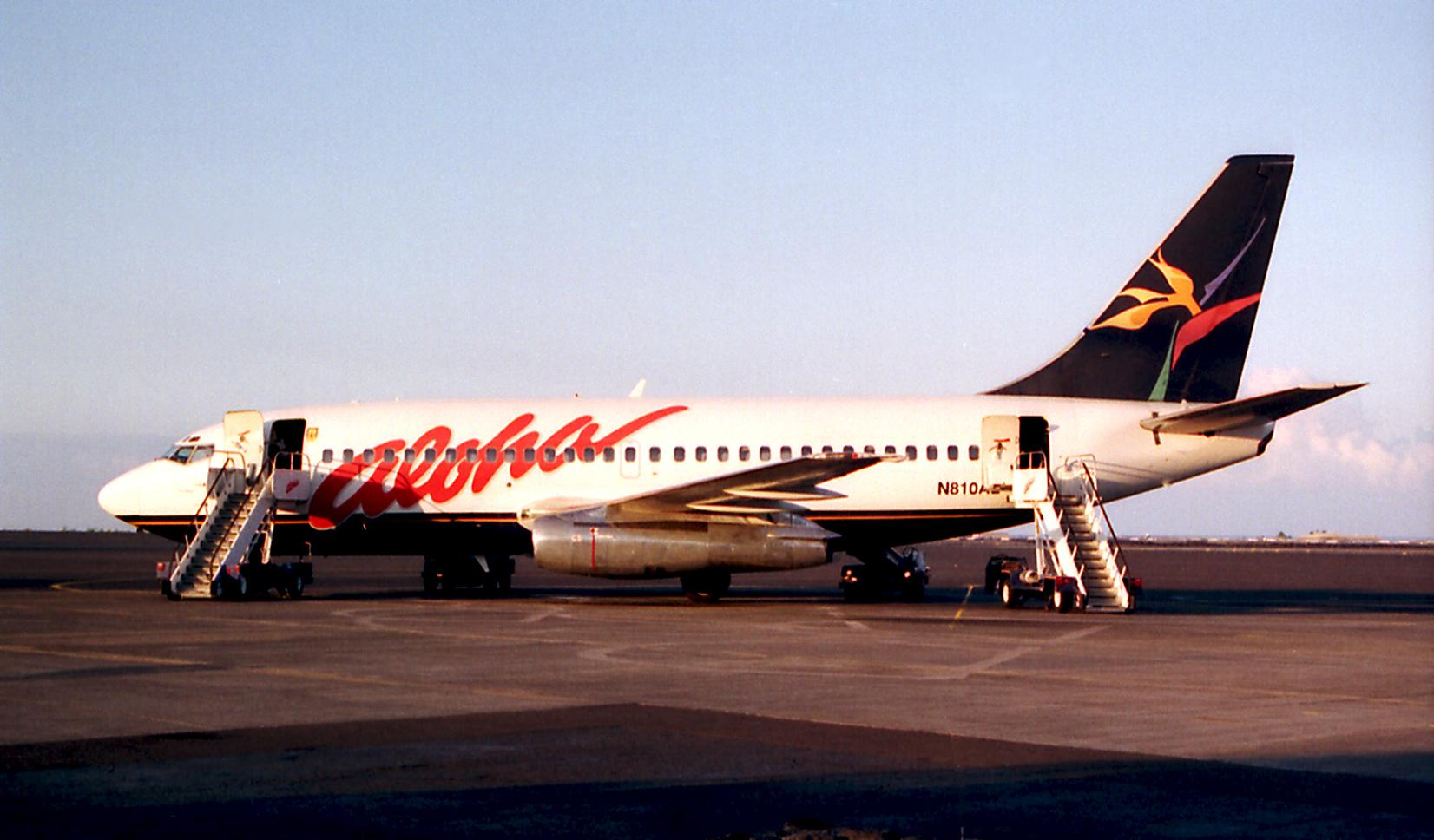
Boeing 737-200 należący do linii Aloha Airlines